# 古関メロディー
古関メロディー（こせきメロディー）は、日本の作曲家古関裕而が描いた曲風のことである。
省略して「コセメロ」と呼ばれることがある。
特徴は気品ある格式高いもので、現在でも多くの支持を得ている。古関自身5000に及ぶ曲を作曲したとされる。

## 主な楽曲の一覧

### 戦前、戦時中
- 1931年「福島行進曲」（作詞：野村俊夫、歌：天野喜久代）
- 1934年「宮崎県民歌（初代）」（作詞：桑原節次、歌：中野忠晴、伊藤久男)
- 1936年「ミス仙台（仙台小唄）」（作詞：西條八十、歌：二葉あき子）
- 1936年「大阪タイガースの歌（六甲颪）」（作詞：佐藤惣之助、歌：中野忠晴）
- 1936年「慰問袋を」（作詞：高橋掬太郎、歌：コロムビア合唱団）
- 1937年「釜石市民歌」（作詞：広瀬喜志、歌：霧島昇）
- 1937年「露営の歌」（作詞：薮内喜一郎、歌：中野忠晴、松平晃、伊藤久男、霧島昇、佐々木章）
- 1938年「愛国の花」（作詞：福田正夫、歌：渡辺はま子）
- 1939年「巨人軍の歌（野球の王者）」（作詞：西條八十、歌：伊藤久男）
- 1940年「暁に祈る」（作詞：野村俊夫、歌：伊藤久男）
- 1941年「海の進軍」（作詞：海老名正男、歌：伊藤久男、藤山一郎、二葉あき子）
- 1941年「英国東洋艦隊潰滅」（作詞：高橋掬太郎、歌：藤山一郎）
- 1942年「断じて勝つぞ」（作詞：サトウハチロー、歌：藤山一郎）
- 1942年「アメリカ爆撃」（作詞：野村俊夫、歌：コロムビア合唱団）
- 1943年「決戦の大空へ」（作詞：西條八十、歌：藤山一郎、日蓄男声合唱団）
- 1943年「若鷲の歌（予科練の歌）」（作詞：西條八十、歌：霧島昇、波平暁男）
- 1944年「ラバウル海軍航空隊」（作詞：佐伯孝夫、歌：灰田勝彦）
- 1944年「嗚呼神風特別攻撃隊」（作詞：野村俊夫、歌：伊藤武雄、安西愛子、伊藤久男）

### 戦後
- 1947年「とんがり帽子」（作詞：菊田一夫、歌：川田正子、コロムビアゆりかご会）
- 1948年「栄冠は君に輝く」（作詞：加賀大介、歌：伊藤久男）
- 1948年「フランチェスカの鐘」（作詞：菊田一夫、歌：二葉あき子）
- 1948年「スポーツ県民歌」（作詞：西條八十）
- 1949年「長崎の鐘」（作詞：サトウハチロー、歌：藤山一郎）
- 1949年「イヨマンテの夜」（作詞：菊田一夫、歌：伊藤久男、コロムビア合唱団）
- 1949年「都市対抗を讃える野球の歌」（作詞：青木薫、補作詞：サトウハチロー）
- 1950年「ドラゴンズの歌」（作詞：小島清、補作詞：サトウハチロー、歌：伊藤久男、コロムビア合唱団）
- 1950年「東急フライヤーズの唄 → 東映フライヤーズの歌」（作詞：藤浦洸）
- 1950年「福島県スポーツの歌」（作詞：小林金次郎、歌：藤山一郎）
- 1950年「われらが愛知」（作詞：若葉清成、補作詞：西條八十、歌：藤山一郎、安西愛子）
- 1951年「薄紫の山脈（島根県民の歌）」（作詞：米山治、歌：藤山一郎、立川清登）
- 1953年「君の名は」（作詞：菊田一夫、歌：織井茂子）
- 1953年「ひめゆりの塔」（作詞：西條八十、歌：伊藤久男）
- 1954年「滋賀県民の歌」（作詞：蓼沢猟（五味道茂）、補作詞：西條八十、歌：岡本敦郎、奈良光枝、コロムビア合唱団）
- 1954年「郡山市民の歌」福島県郡山市（作詞：内海久二）
- 1957年「二本松少年隊」（作詞：野村俊夫、歌：伊藤久男）
- 1958年「オリンピック賛歌」
- 1961年「モスラの歌」（作詞：本多猪四郎、田中友幸、関沢新一、歌：ザ・ピーナッツ）
- 1963年「巨人軍の歌（闘魂こめて）」（作詞：椿三平、補作詞：西條八十、歌：守屋浩、三鷹淳、若山彰）
- 1964年「オリンピック・マーチ」（演奏：陸上自衛隊中央音楽隊）
- 1970年「アニメンタリー 決断」テーマソング「決断」（作詞：丘灯至夫、歌：幹和之）
- 1973年「串本ぞめき」（作詞：西沢爽、歌：美空ひばり）
- 1978年「わがまち春日井」（作詞：岡本淳三、補作詞：春日井市民の歌作成委員会、歌：ダークダックス）

その他、学校の校歌など、多数手がけた。